# Andrij Schewtschenko (Politiker)

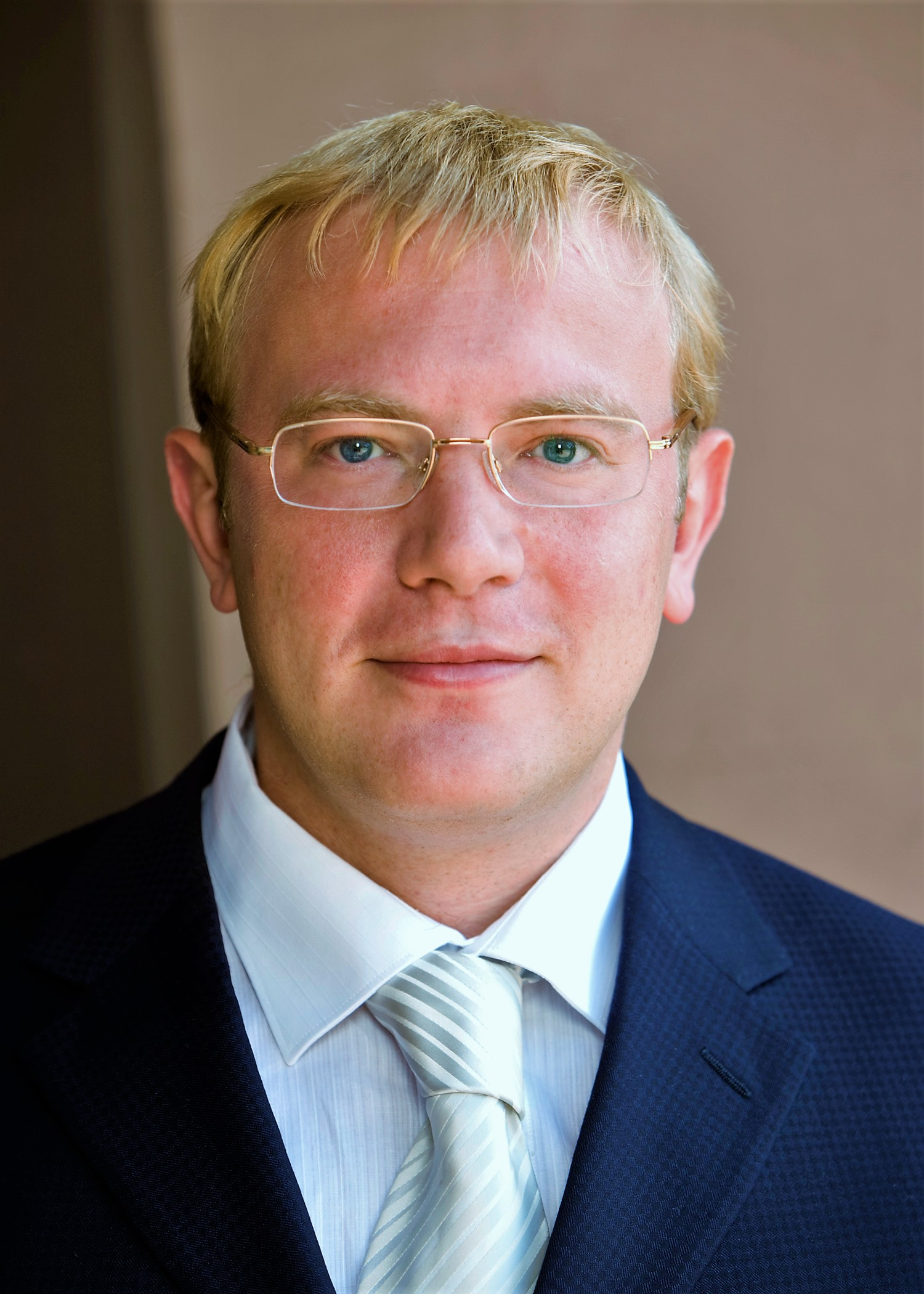
Andrij Schewtschenko (2008)

Andrij Witalijowytsch Schewtschenko (ukrainisch Андрій Віталійович Шевченко; * 10. Juni 1976 in Hwisdez, Ukrainische SSR) ist ein ukrainischer Journalist, Politiker und Diplomat. Seit dem 19. Juli 2019 ist er der Botschafter der Ukraine in Kanada.

## Leben
Schewtschenko kam in der Siedlung städtischen Typs Hwisdez in der ukrainischen Oblast Iwano-Frankiwsk als Sohn des Journalisten, Schriftstellers und Politikers Witalij Schewtschenko zur Welt. Er machte in Kiew sein Abitur, begann 1993 seine journalistische Karriere und absolvierte 1999 die Taras-Schewtschenko-Universität in Kiew.
Schewtschenko war in den 1990er Jahren als Korrespondent in Kiew für die im kanadischen Edmonton ansässige Zeitung „The Ukrainian News“ tätig. Er war Mitgründer des Ukrainischen 5. Kanals, dem ersten 24-Stunden-Nachrichtensenders der Ukraine und einer der Führer der Journalistenbewegung gegen die Zensur. Zudem war er ab 2002 erster Vorsitzender der Kiewer Unabhängigen Medien-Vereinigung. Einem breiten Publikum bekannt wurde er 2004 als Berichterstatter der Orangen Revolution. 2005 erhielt er von Reporter ohne Grenzen (Wien) den Pressefreiheitspreis. Anschließend wurde er Abgeordneter der Werchowna Rada. Während des Euromaidan beteiligte er sich aktiv an den Protesten gegen die ukrainische Regierung. Am 24. September 2015 wurde er vom ukrainischen Präsidenten Petro Poroschenko zum außerordentlichen und bevollmächtigten Botschafter der Ukraine in Kanada ernannt und am 8. September 2017 wurde er zudem zum Vertreter der Ukraine bei der Internationalen Zivilluftfahrtorganisation (ICAO) ernannt.
Schewtschenko ist mit der Journalistin und Fernsehmoderatorin Hanna Homonaj verheiratet und Vater zweier Töchter.